# Předmostíi őskőkori temető
Koordináták: é. sz. 49° 28′ 47″, k. h. 17° 25′ 17″49.479722°N 17.421389°E

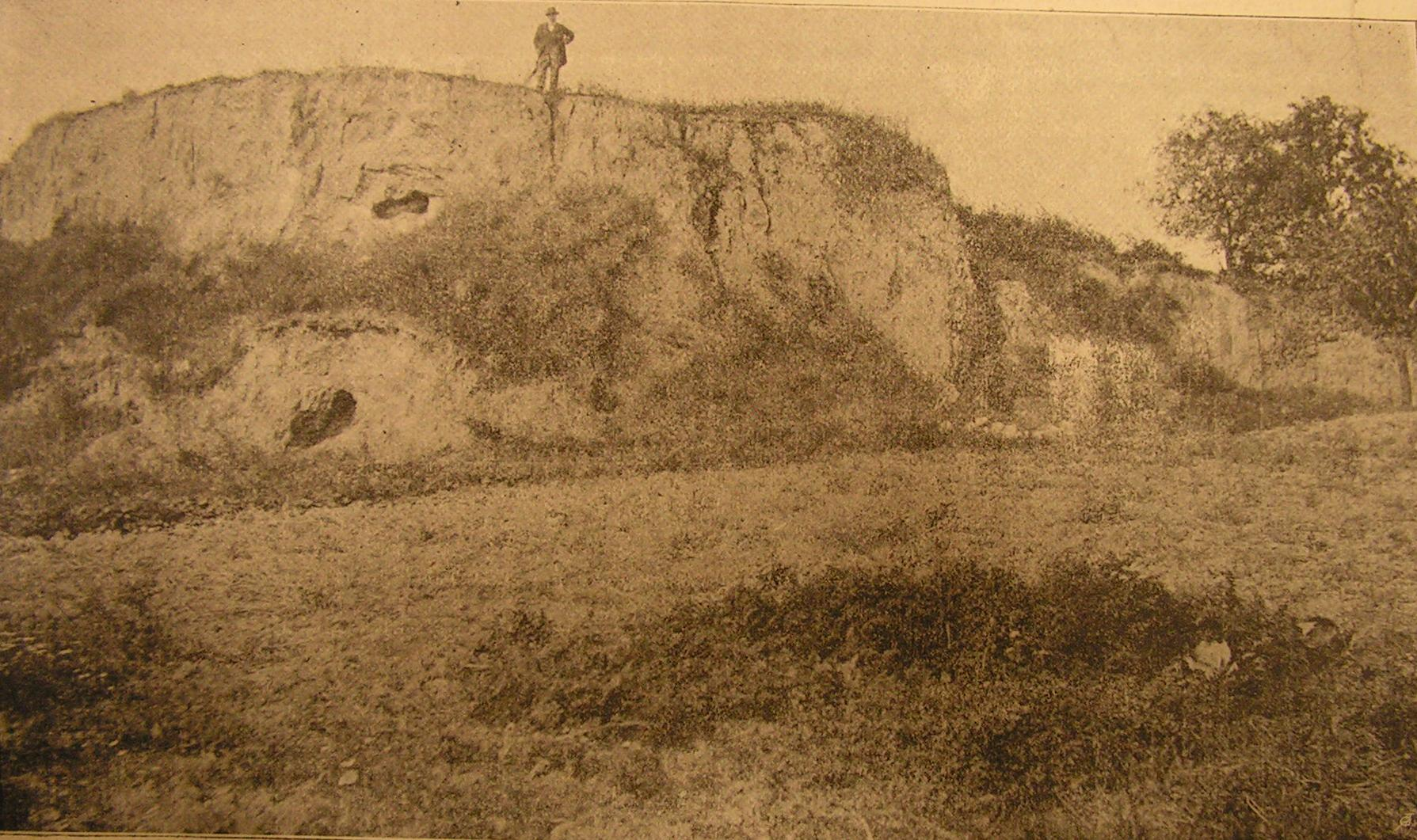
Az első lelőhely 19. századi fotója

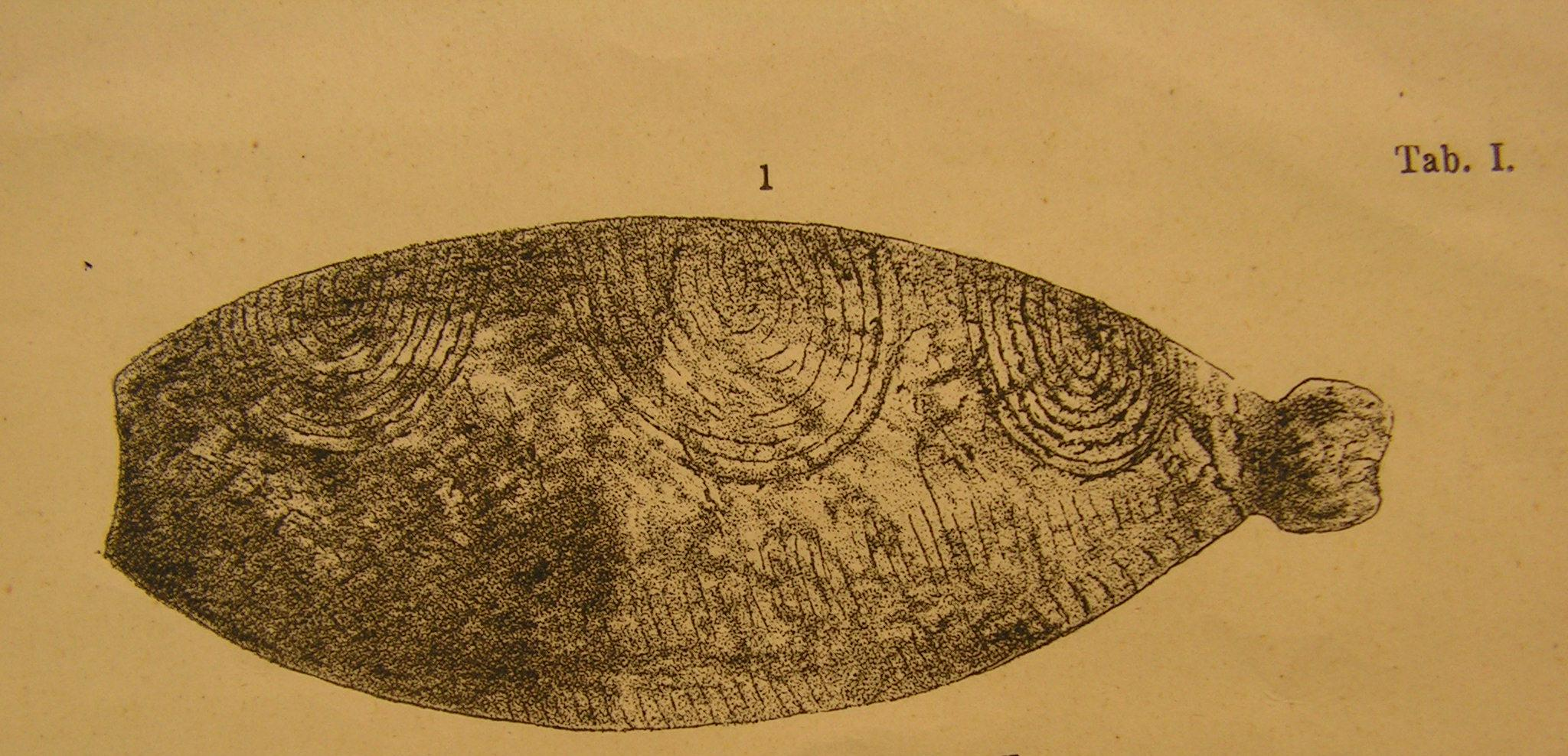
Spirálvonalakkal díszített, faragott mamutagyar

A předmostíi őskőkori temető az őskőkorszak utolsó szakaszára, a felső paleolitra datálható lelet a csehországi (észak-morvaországi) Přerov város melletti Předmostíban (nem tévesztendő össze a szlovéniai Predmosttal, a település hivatalos neve 1960 óta Přerov II – Přerova). A környéken szórványosan már neandervölgyi ember leletei is megtalálhatók, de a gravettihez tartozó leletek a legjelentősebbek, melyek alapján a Dolní Věstonice melletti lelőhely testvérének tekinthető. Három, egymáshoz közeli lelőhely alkotja a 27 000–24 000 év közötti korú předmosti temetőt. Már 1884-ben feltárták az első, húsz egyént tartalmazó sírkörzetet, a feltárások 1880 és 1930 között, majd az 1990-es években zajlottak.

## Jellemzői
A temetkezés tipikus cro-magnoni jellegű, a nagyjából egyidőben elhalt húsz embert hanyattfekvő helyzetben, mamutlapockákkal és azok alsó állkapcsaival beborítva temették el, majd átlag 40 cm vastagságú kőréteggel fedték be a sírokat. A tipikus gravetti temetkezéstől némileg eltérően a temetéskor nem használtak vörös okkert.
A népesség a korai gravetti kultúra egyik képviselője, időbeli átfedésben éltek a késői aurignaci kultúra populációival. A předmosti telepen mamutvadász lakosság élt, de a csontok között voltak róka, rénszarvas, ló, farkas, medve, rozsomák és nyúlcsontok is. Nemcsak a temetőt tárták fel, hanem a lakosság lakhelyeit, tűzhelyeit és szeméttárolóit is. Kő- és csonteszközeik mellett jelentős leletei az idolok. Az idol kisplasztika (kisméretű szobor), kultikus jelentőségű tárgy, a cro-magnoni ember jellegzetes szellemi terméke.
A tömegsír ellipszis alakú, 4 méter hosszú és 2,5 méter széles területen feküdt. Ezen a kis alapterületen 5 felnőtt férfi, 3 felnőtt nő és 12 gyermek feküdt. A gyermekek közül kettő 10–16 év közötti, hét 10 év körüli, 3 pedig csecsemő volt. Egyes csontok sérülései alapján kannibalizmust tételeztek fel, ekörül a mai napig is vitáznak. A csontvázak alapján eleinte felállították a Homo predmontensis nevű fajt, később átsorolták a Homo sapiens sapiens fajba. Néhány csontmaradvány atavisztikus vonásai alapján az is felmerült, hogy a předmostíi vadászok a neandervölgyi ember és a modern ember hibridjei.

## Feltárása
A környéken igen régóta ismerték a mamutcsontokat, az első írásos említés a 16. századból származik, amikor óriások csontjairól számolt be Jan Blahoslav (1523–1571). A 19. századtól elméleteket állítottak fel ezek származásáról.
Az első ásatásokat Jindřich Wankel szervezte 1880-tól. Az első eredmények mamutzápfogak és agyarak voltak, és előkerült az első emberi állkapocs is. 1882-től Karel Jaroslav Masek, Jan Knies, Martin Kriz ásatott. 1884-ben találták meg a híres húsz síros tömegsírt, 1885-ben a lakhelyeket. Az utolsó jelentős ásatási periódus 1989–1992-ben volt, de 2005–2008 között is kutattak.
E feltárás a korábbi tévhiedelmek lerombolásának egyik kulcsfontosságú eleme volt. Amikor például Japetus Steenstrup koopenhágai állattanár meglátogatta a feltárást, olyan elméletet állított fel, miszerint a hely vadászai sosem vadásztak mamutra, mindössze letelepedtek egy korábbi, nagy létszámú mamutcsorda által használt sírkertre. (Ebben az időben még úgy gondolták – sőt ma is előforduló tévhit –, hogy az elefántfélék egy kiválasztott helyre járnak meghalni, amikor érzik haláluk közeledtét.) Steenstrup kritikáját sokáig nem tudták érdemben cáfolni.

## A leletek kora
Az 1975-ös első radiokarbon kormeghatározás előtt körülbelül 30 000 évesnek tartották a leleteket. Bohuslav Klíma első mérései szerint a két minta kora 26 870±250 év és 26 320±240 év volt. 1992-ben Svoboda 25 040±320 éves dátumot határozott meg.
A területen előkerültek a vonaldíszes kerámia kultúrája 5500–3500 éves maradványai, rézkori település (3500–1900 év között) és bronzkori leletek is.

## Külső hivatkozások
- Archaeology.com